# Muzeum oravské dědiny
Múzeum oravskej dediny (oficiální název slovensky Múzeum oravskej dediny Zuberec – Brestová) je slovenské muzeum (skanzen), které se nachází v Zuberci-Brestové. Ukazuje život v oravských vesnicích v minulosti.
Muzeum oravské dědiny začalo vznikat koncem šedesátých let 20. století, založeno bylo v roce 1967, když byl 24. září položen základní kámen muzea. Zpřístupněno veřejnosti bylo v roce 1975. Skanzen se nachází v podhůří Roháčů. Více než padesát staveb lidové architektury je zde rozestavěno v několika celcích, které připomínají jednotlivé části Oravy - Dolnooravský rynek, Hornooravská ulice, Goralské samoty. Nechybí zde ani technické stavby jako mlýn na vodní pohon, plátenický mandl na žehlení modrotisku, lisovna, hrnčířská pec a další. Nad tzv. dedinkou stojí dřevěný gotický kostel svaté Alžběty Uherské ze začátku 15. století. Kostel s pozdněgotickým malovaným stropem a s funkčními přenosnými barokními varhany je opravdovým klenotem muzea. Zařízení domů a chov domácích zvířat (v letním období i pěstování typických plodin) umožňují návštěvníkům představit si život a práci obyvatel Oravy v minulosti.

## Galerie

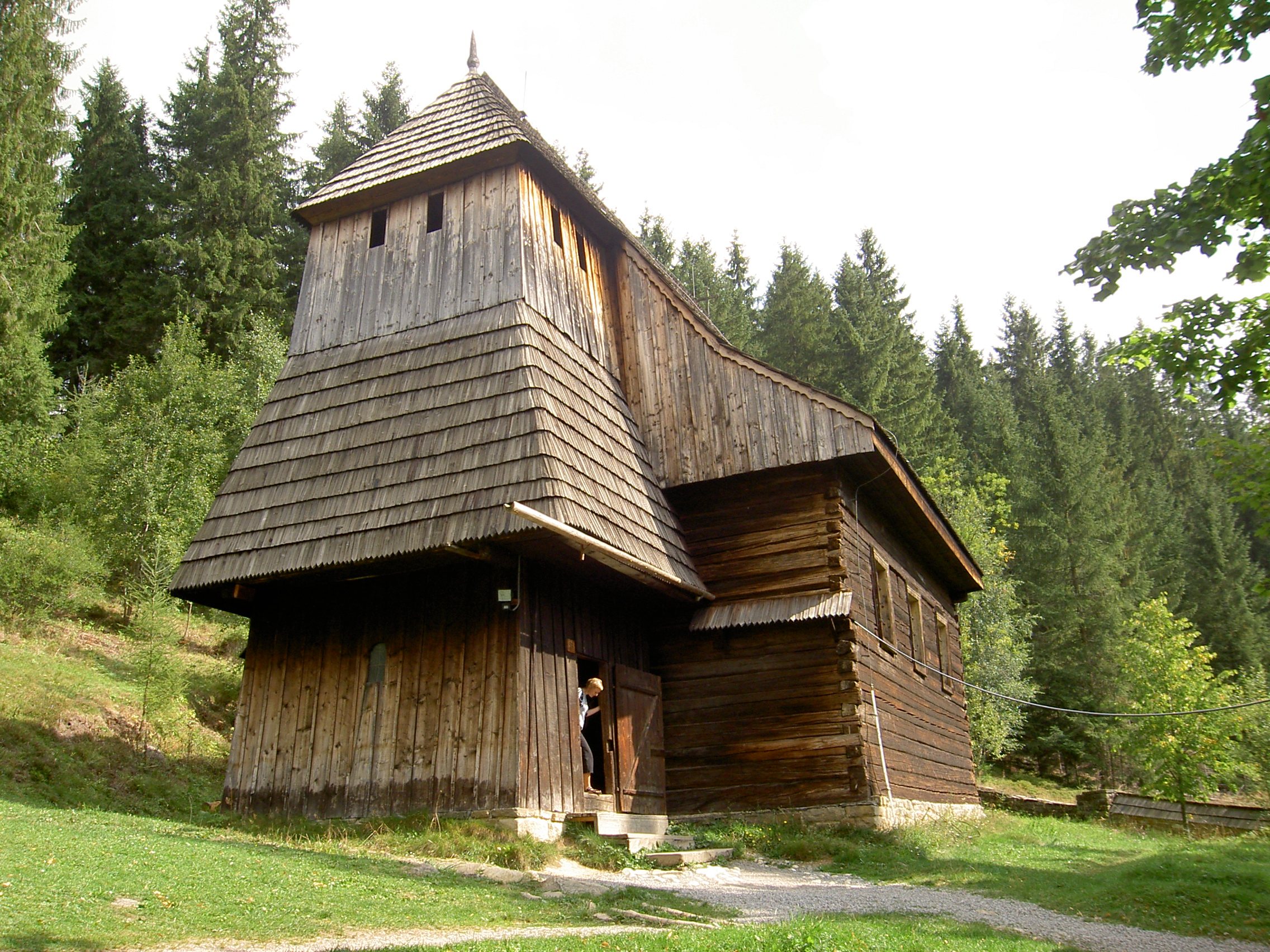
Kostel svaté Alžběty ze Zábreží
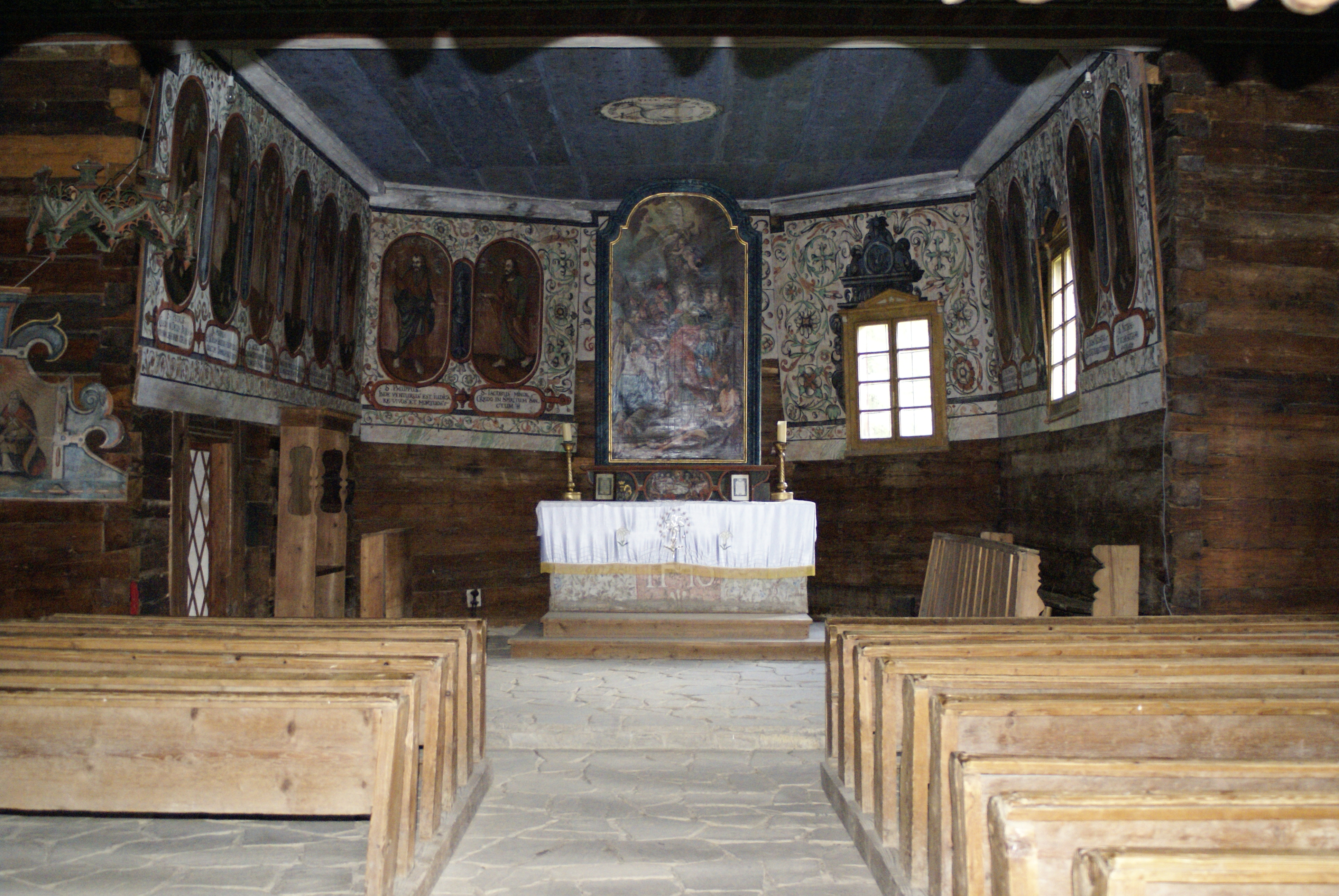
Interiér kostela
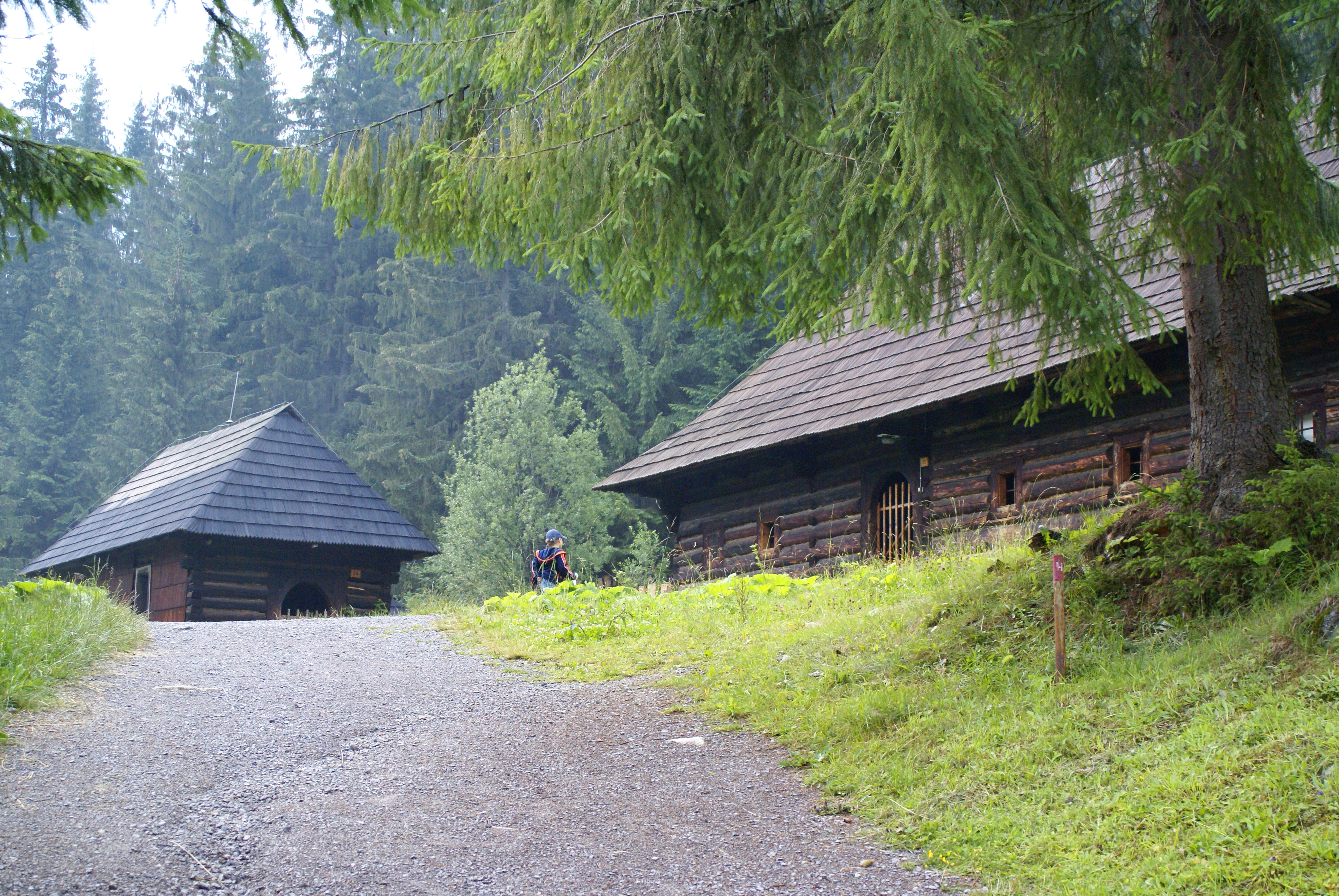
Muzeum oravské dědiny
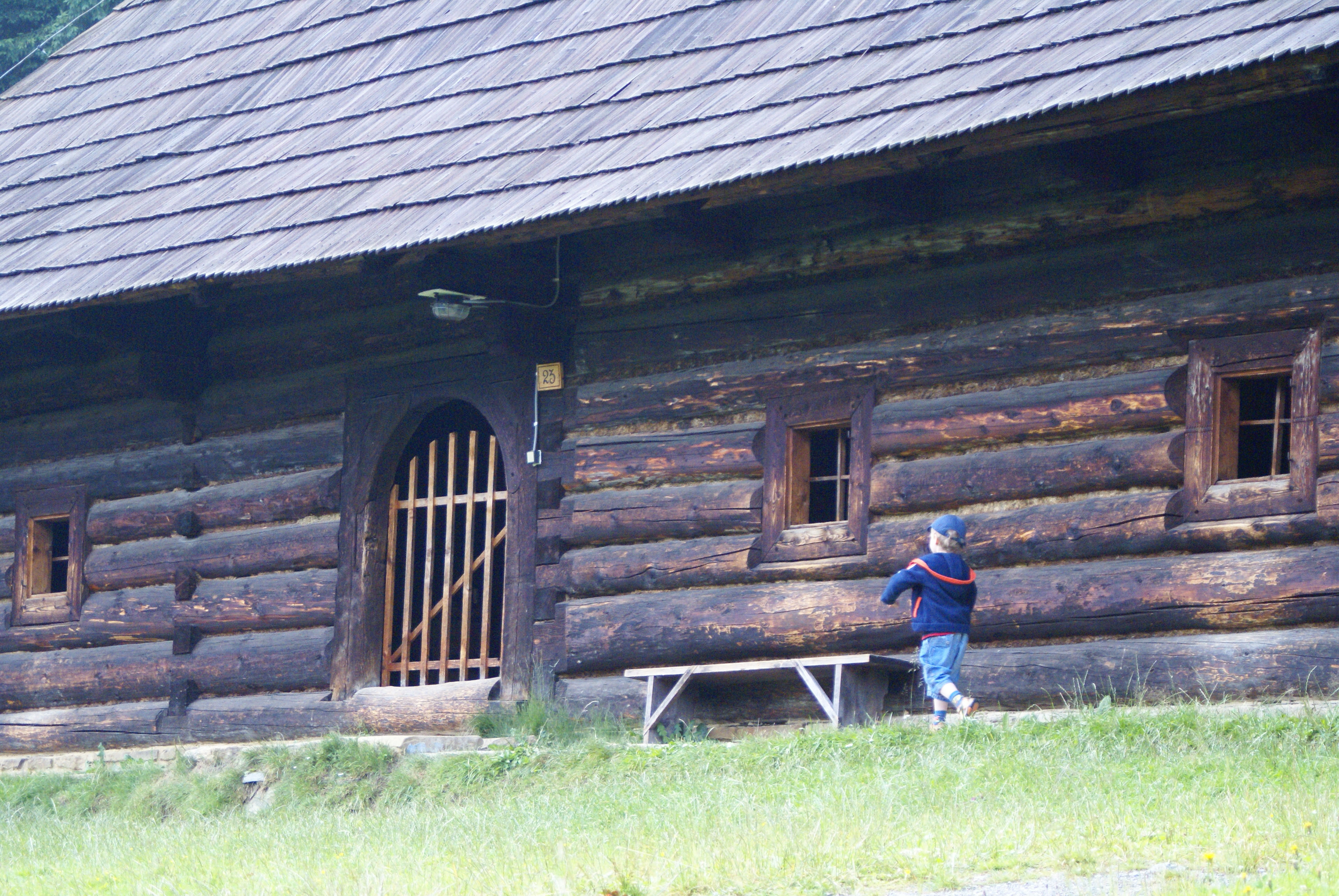
Muzeum oravské dědiny
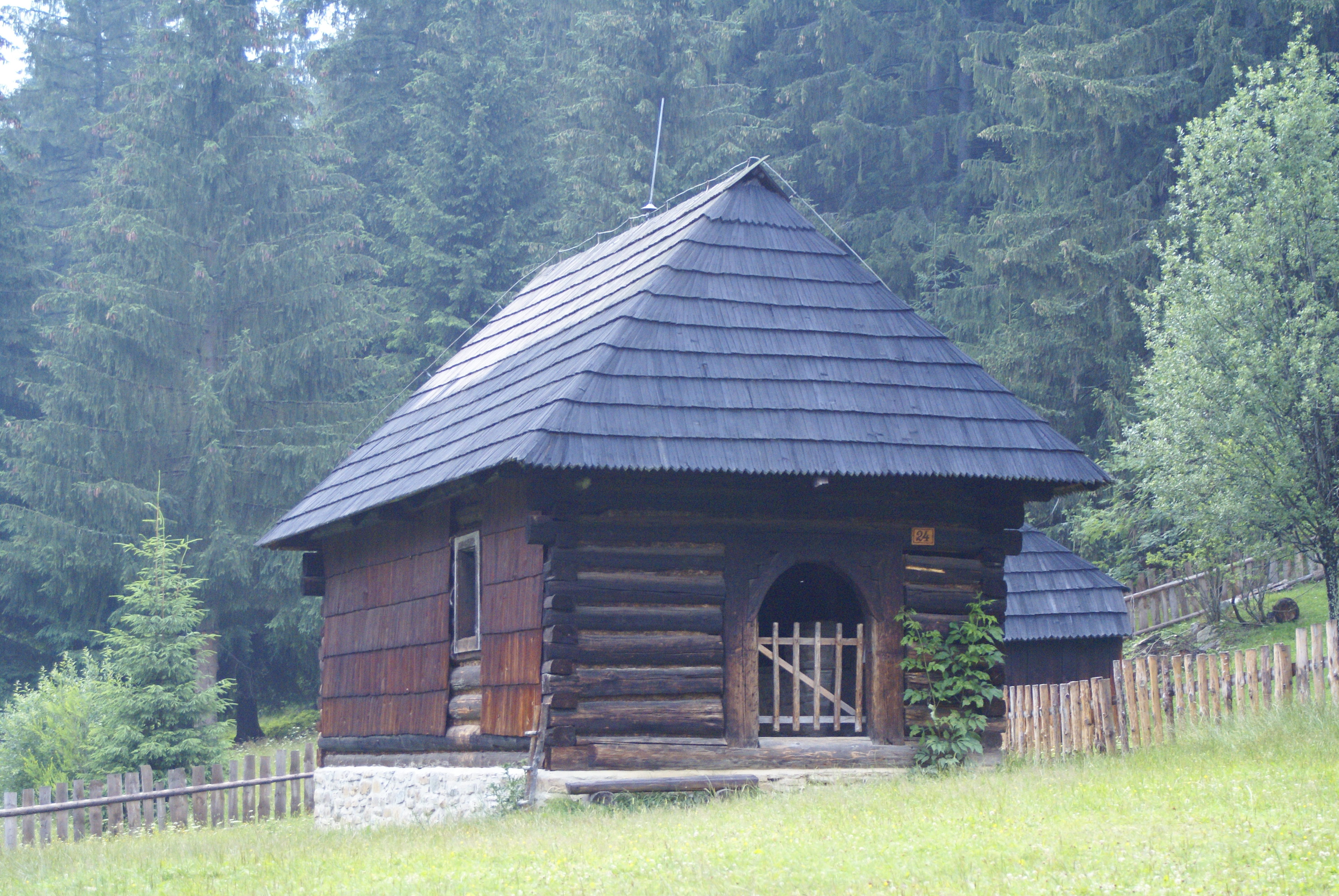
Muzeum oravské dědiny
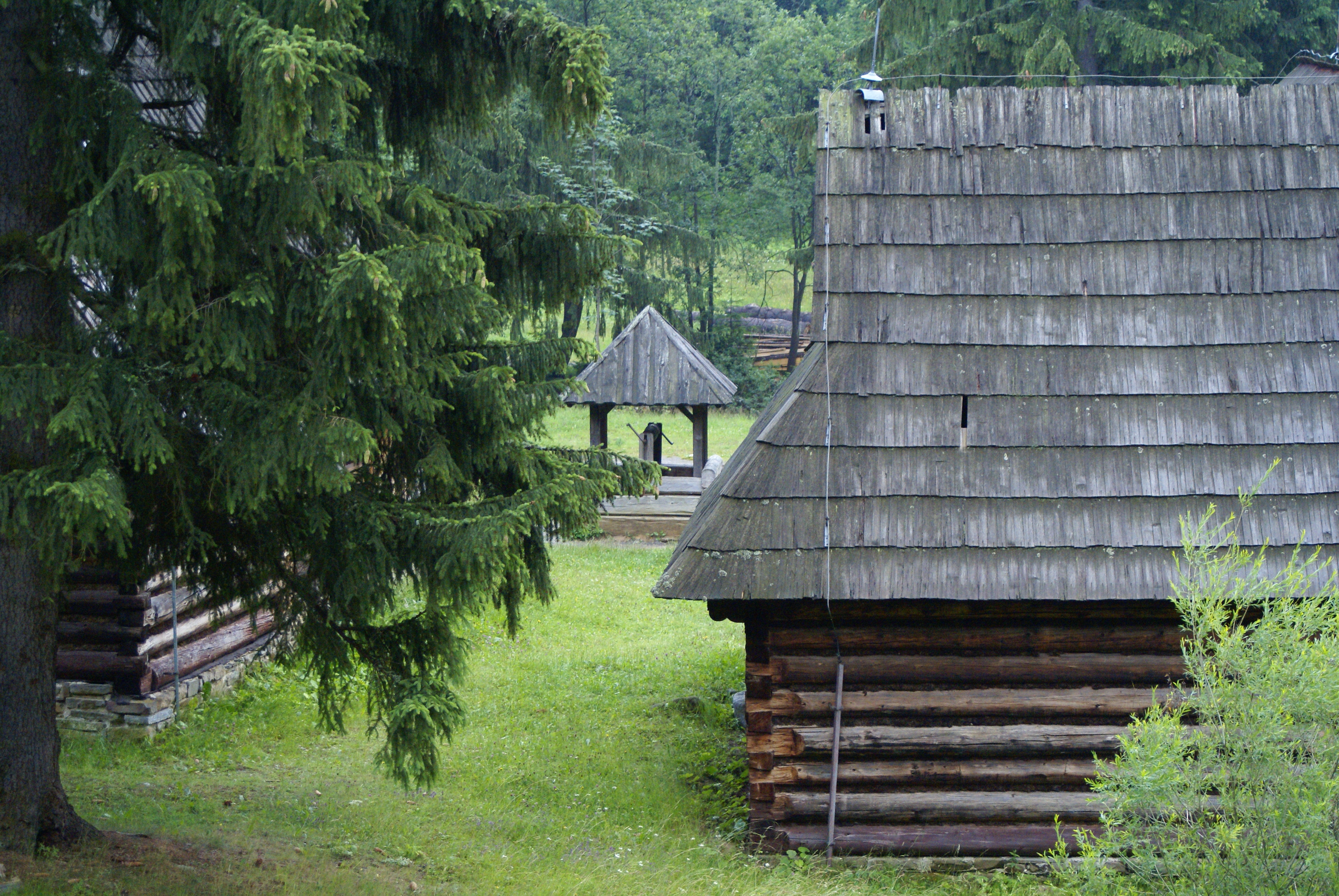
Muzeum oravské dědiny
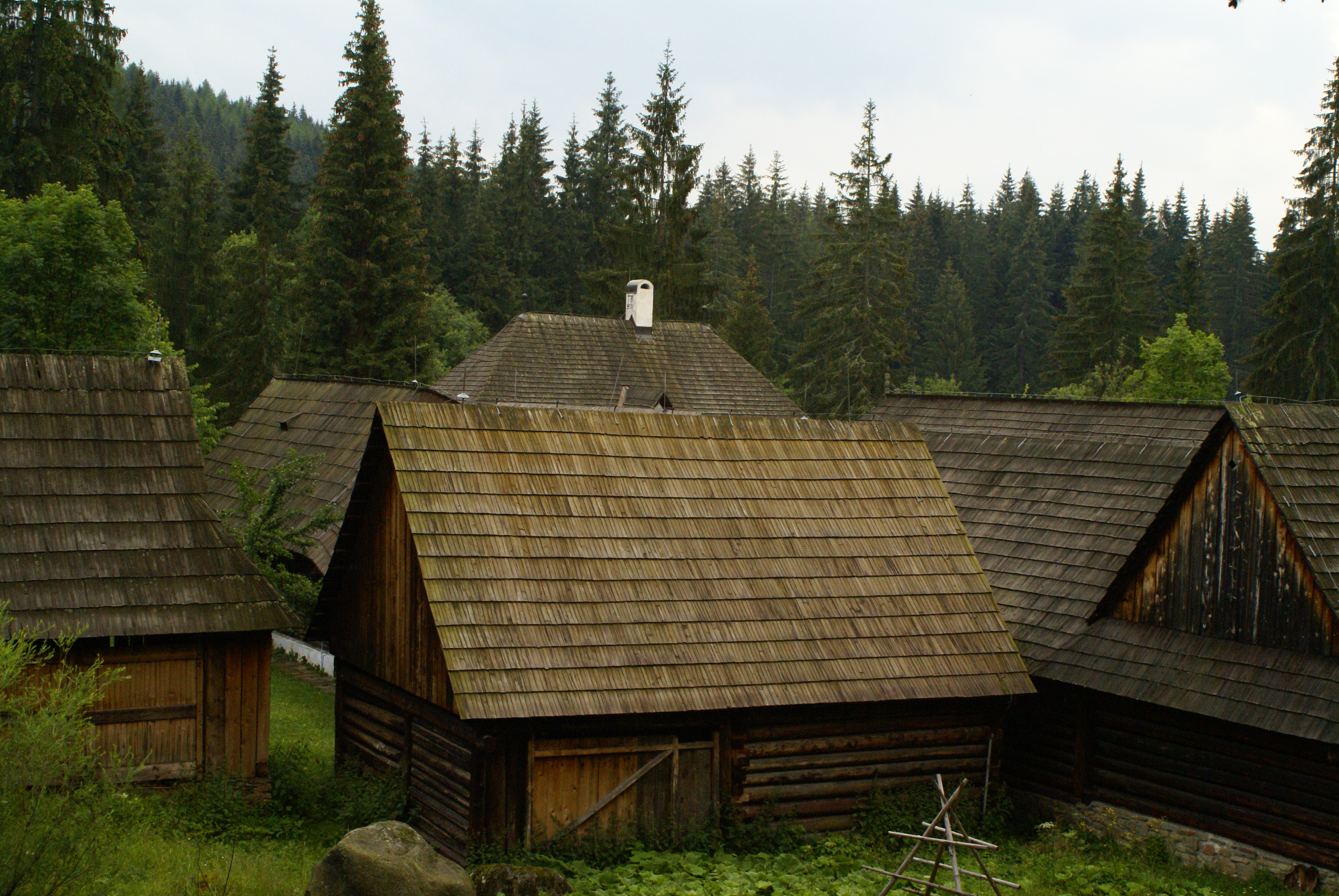
Muzeum oravské dědiny
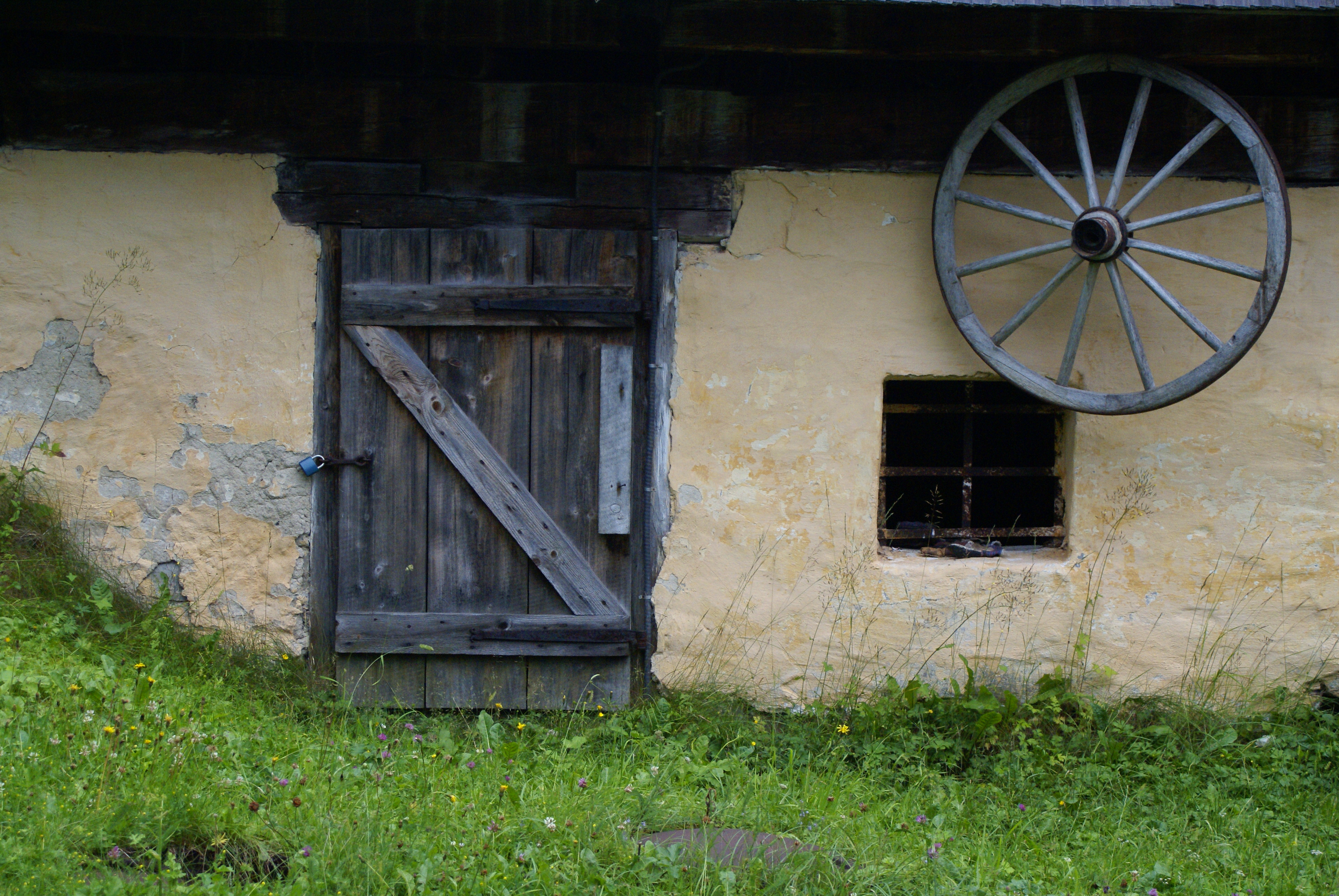
Muzeum oravské dědiny